# 伊予鉄総合企画
伊予鉄総合企画株式会社（いよてつそうごうきかく、英: IYOTETSU Planning Co., Ltd）は、松山市に本社を置く伊予鉄グループの企業である。労働者派遣法の施行と合わせ営業を開始し、人材情報ビジネスの草創期から営業を続けている。指定管理運営事業では児童厚生施設や博物館など、9つの施設の指定管理者として指定（平成28年4月時点）を受けている。新規事業として平成27年10月から広告事業を展開。

## 沿革
- 1986年（昭和61年）
  - 4月 ：イヨテツケーターサービス株式会社設立。[1]
  - 8月：一般労働者派遣事業開始。
  - 9月：民営職業紹介事業開始。
- 1988年（昭和63年）4月1日 ：情報システム開発事業部門をスタート。
- 1989年（平成元年）7月 ：本社事務所を松山市千舟町へ移転。
- 1996年（平成8年）4月 ：高知店・高松店開設。
- 1998年（平成10年）1月：高知店事務所移転。
- 2000年（平成12年）11月：高松店事務所移転。
- 2006年（平成18年）4月：「えひめこどもの城」「愛媛県体験型環境学習センター」「伊予市児童館あすなろ」を指定管理者として運営開始。
- 2009年（平成21年）4月：「愛媛県生涯学習センター」「えひめ青少年ふれあいセンター」「愛媛県総合科学博物館」「愛媛県歴史文化博物館」「松山市北条ふるさと館」を指定管理者として運営開始。
- 2012年（平成24年）7月：本社事務所を松山市三番町へ移転。
- 2013年（平成25年）
  - 1月：プライバシーマーク認証取得。[2]
  - 4月：「松前公園」「伊予市児童館センターみんくる」を指定管理者として運営開始。
- 2015年（平成27年）
  - 3月：優良派遣事業者認定。[3]
  - 10月：広告事業開始。
- 2016年（平成28年）4月：伊予鉄総合企画株式会社へ社名変更。[4]「高知市立自由民権記念館」を指定管理者として運営開始。[5]
- 2017年（平成29年）
  - 3月：伊予鉄西ビル2階に「IYOTETSUカルチャースクール」開講。
  - 4月：伊予鉄西ビル1階に「市駅前サービスステーション」開設。
  - 11月：「いよてつショップ秋葉原」開設。[1]
- 2018年（平成30年）4月：企業主導型保育園「いよてつ保育園」開園。[6]
- 2020年（令和2年）1月24日：働き方改革のためのRPA（ロボティック・プロセス・オートメーション）新拠点として「！（びっくり）センター愛媛」を開設[7]。
- 2021年（令和3年）4月：伊予鉄グループのデジタル企業として「株式会社デジタルテクノロジー四国」を設立。出資割合は、伊予鉄総合企画株式会社75%・RPAホールディングス株式会社25%[8][9]。

## 本社・営業所

### 本社
- 愛媛県松山市三番町4丁目9-5 松山センタービル

### 高松営業所
- 香川県高松市鍛冶屋町3 香川三友ビル5F

### 高知営業所
- 高知県高知市本町1丁目1-3 朝日生命高知本町ビル5F